# エンチャンテッド・ストーリーブック・キャッスル
エンチャンテッド・ストーリーブック・キャッスル（英: Enchanted Storybook Castle、中: 奇幻童話城堡）とは上海ディズニーランドの中央に存在するメインシンボルの城である。テーマはディズニープリンセス、アナと雪の女王。

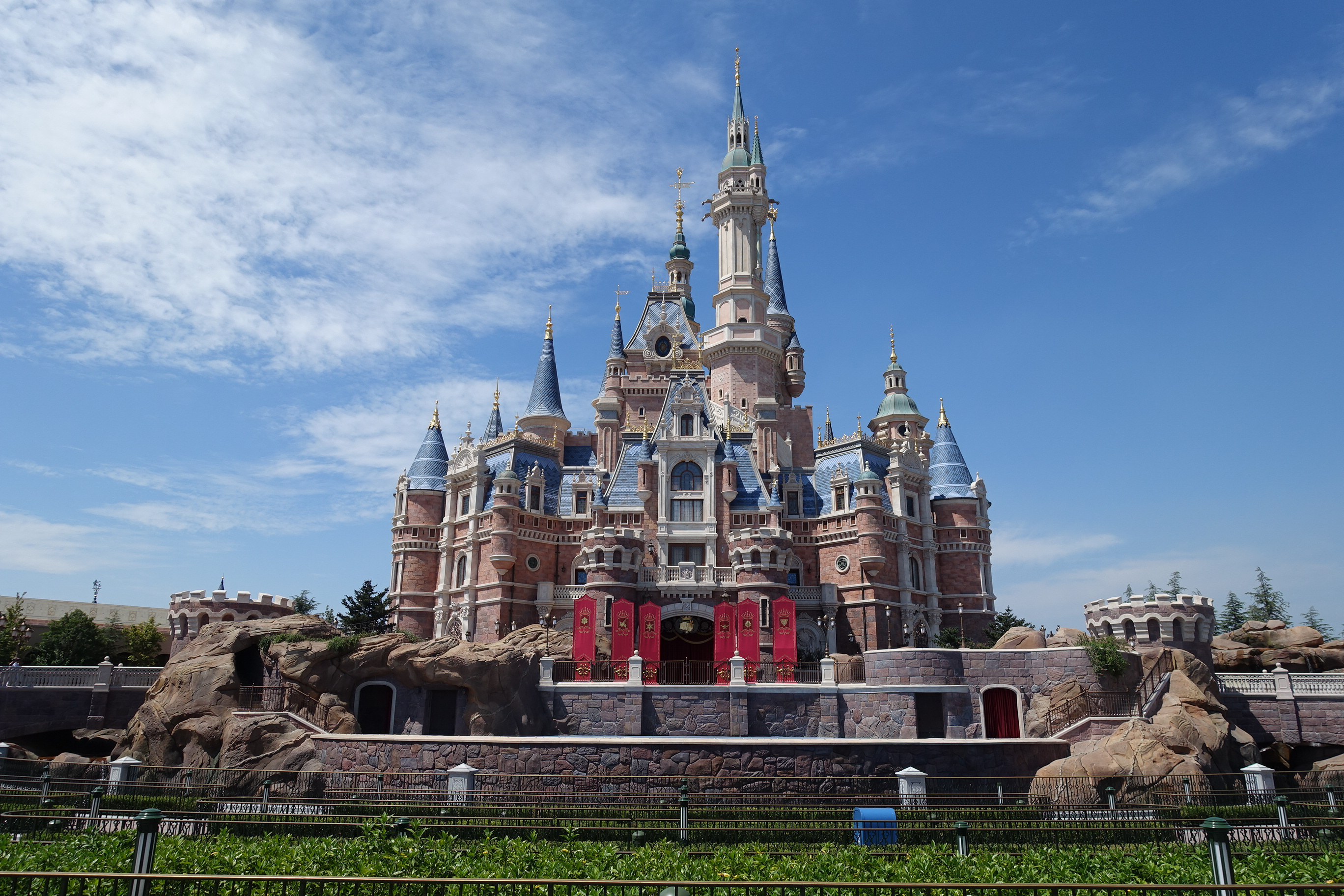

## 概要
ディズニーランド、ディズニーランド・パークに存在する「眠れる森の美女の城」や、マジック・キングダム、東京ディズニーランドに存在する「シンデレラ城」よりも高い60 mの城である。
城の目の前には噴水があり、プロジェクションマッピングではウォータースクリーンなどの役割を担っている。ディズニーパークでは城の下の道を通り抜けられ、後ろ側にあるファンタジーランドに直接行けるが、エンチャンテッド・ストーリーブック・キャッスルは通り抜けが出来ない。
「眠れる森の美女の城」や「シンデレラ城」などといった固定の城ではなく、「全てのディズニープリンセスが集まる魔法の城」という設定である。香港ディズニーランドにある眠れる森の美女の城は改装工事が行われており、2020年に開業した「キャッスル・オブ・マジカル・ドリーム」も同様の設定である。

## レストラン
『皇家宴会庁』と呼ばれる高級レストランが城内に存在する。事前予約なども可能。
ミッキーマウスやミニーマウス、ドナルドダックなどの人気ディズニーキャラクターが遊びに来ることもある。

## エンターテインメントショー
「イグナイト・ザ・ドリーム」というプロジェクションマッピングを行っており、ミッキーマウスがディズニー映画に迷い込むというストーリーである。劇場中は花火やレーザー、噴水、炎、サーチライトを使い、ショー中は幻想的な雰囲気を演出している。